# Горечавка сизая
Горечавка сизая (лат. Gentiana glauca) — вид травянистых растений рода Горечавка (Gentiana) семейства Горечавковые (Gentianaceae).

## Ботаническое описание
Многолетнее растение. Стебли 5—15 см высотой, прямые, реже приподнимающиеся. Нижние листья собраны в розетку, многочисленные, обратнояйцевидно-лопатчатые, 10—20 мм длиной, 6—10 мм шириной, по краям гладкие, стеблевые расставленные, сросшиеся в короткое влагалище, эллиптические или эллиптически-округлые, 8—16 мм длиной и 7—10 мм шириной. Цветы на вершине стебля скученные, в числе 2—5, чашечка коротко колокольчатая, не бывает расщеплённой, 6—9 мм длиной. Коробочка на длинной ножке, овальная, тупая, без носика, на одну треть превышает остающийся венчик. Семя около 1 мм длиной, чешуйчато-ячеистые.

## Распространение
Растёт в Казахстане, на луговинах между скал, на лугах. 

## Значение и применение
Цветы поедаются северным оленем (Rangifer tarandus).